# Philip Roth
Philip Milton Roth (ur. 19 marca 1933 w Newark, zm. 22 maja 2018 w Nowym Jorku) – amerykański pisarz żydowskiego pochodzenia, przez wiele lat wymieniany wśród kandydatów do Nagrody Nobla w dziedzinie literatury.

## Życiorys
Urodził się w mieście Newark w stanie New Jersey w konserwatywnej rodzinie żydowskiej. Większość jego wczesnych powieści i opowiadań rozgrywa się w tamtych okolicach.
W 1955, po ukończeniu Uniwersytetu Bucknella, wstąpił do United States Army, w której służył dwa lata. W 1959 opublikował swą pierwszą powieść Goodbye, Columbus, za którą otrzymał prestiżową National Book Award. Światową sławę przyniosła mu jednak skandalizująca powieść Kompleks Portnoya (wyd. 1969).
Od lat sześćdziesiątych swą literacką karierę łączył z pracą naukową. Od 1988 był profesorem w nowojorskim Hunter College.
Oprócz wyżej wspomnianych, jego najbardziej znane powieści to: Operacja Shylock, Teatr Sabata, Amerykańska sielanka. Bohaterem wielu jego powieści jest Natan Zuckerman, uważany za literackie alter ego pisarza.
Za swą twórczość Roth otrzymał dwukrotnie National Book Critics Circle Award, trzykrotnie nagrodę PEN/Faulkner. W 2006 otrzymał za całokształt twórczości PEN/Nabokov Award, a w maju 2011 Międzynarodową Nagrodę Bookera.
W 2014 r. wycofał się z życia publicznego.

## Twórczość

### Historie Zuckermana
- Cień pisarza (The Ghost Writer)* (1979)
- Zuckerman wyzwolony (Zuckerman Unbound)* (1981)
- Lekcja anatomii (The Anatomy Lesson)* (1983)
- Praska orgia (The Prague Orgy)* (1985)

* Powyższe tytuły zostały zebrane jako Zuckerman Bound
- Przeciwżycie (The Counterlife) (1986)
- Amerykańska sielanka (American Pastoral) (1997)
- Wyszłam za komunistę (I Married a Communist) (1998)
- Ludzka skaza (The Human Stain) (2000)
- Duch wychodzi (Exit Ghost) (2007)

### Cykl Davida Kepesha
- Pierś (The Breast) (1972)
- Nauczyciel pożądania lub Dyplom z pożądania (The Professor of Desire) (1977)
- Konające zwierzę (The Dying Animal) (2001)

### Inne utwory
- Fakty: Autobiografia powieściopisarza (The Facts: A Novelist's Autobiography) (1988)
- Oszustwo (Deception: A Novel) (1990)
- Dziedzictwo. Historia prawdziwa (Patrimony: A Memoir) (1991)
- Operacja Shylock (Operation Shylock: A Confession) (1993)
- Spisek przeciwko Ameryce(inne języki) (The Plot Against America) (2004)
- Goodbye, Columbus (1959)
- Letting Go (1962)
- Kiedy była dobra (When She Was Good) (1967)
- Kompleks Portnoya (Portnoy's Complaint) (1969)
- Nasza klika (Our Gang) (1971)
- The Great American Novel (1973)
- My Life As a Man (1974)
- Teatr Sabata (Sabbath's Theater) (1995)
- Everyman (2006)
- Wzburzenie (Indignation) (2008), wyd. pol. 2011
- Upokorzenie (The Humbling) (2009), wyd. pol. 2011
- Nemezis (Nemesis) (2010), wyd. pol. 2012

### Zbiory
- Reading Myself and Others (1976)
- A Philip Roth Reader (1980)
- Shop Talk (2001)

## Nagrody i odznaczenia
- 1960 National Book Award za Goodbye, Columbus
- 1986 National Book Critics Circle Award za The Counterlife
- 1991 National Book Critics Circle Award za Patrimony
- 1994 PEN/Faulkner Award za Operację Shylock
- 1994 Nagroda im. Karela Čapka(inne języki)
- 1995 National Book Award za Teatr Sabata
- 1998 Nagroda Pulitzera za Amerykańską sielankę
- 1998 Ambassador Book Award of the English Speaking Union za Wyszłam za komunistę
- 1998 National Medal of Arts
- 2001 PEN/Faulkner Award za Ludzką skazę
- 2001 Gold Medal In Fiction od American Academy of Arts and Letters
- 2001 Nagroda Franza Kafki
- 2002 Medal of Distinguished Contribution to American Letters od National Book Foundation
- 2005 Sidewise Award for Alternate History za Spisek przeciwko Ameryce
- 2006 PEN/Nabokov Award(inne języki) za całokształt twórczości
- 2007 PEN/Faulkner Award za Everyman
- 2011 Man Booker International Prize za całokształt twórczości
- 2012 Nagroda Księcia Asturii
- 2013 Komandor Orderu Legii Honorowej (Francja)[8].